# Internationale Cricket-Saison 1980/81
Die internationale Cricket-Saison 1980/81 fand zwischen November 1980 und März 1981 statt. Als Wintersaison wurden vorwiegend Heimspiele der Mannschaften aus Südasien, der Karibik und Ozeanien ausgetragen.

## Überblick

### Internationale Touren
| Beginn            | Heimteam    | Auswärtsteam | Resultate | Resultate | Artikel |
| Beginn            | Heimteam    | Auswärtsteam | Test      | ODI       | Artikel |
| ----------------- | ----------- | ------------ | --------- | --------- | ------- |
| 21. November 1980 | Pakistan    | West Indies  | 0–1 [4]   | 0–3 [3]   | Artikel |
| 28. November 1980 | Australien  | Neuseeland   | 2–0 [3]   |           | Artikel |
| 28. Januar 1981   | Australien  | Indien       | 1–1 [3]   |           | Artikel |
| 4. Februar 1981   | West Indies | England      | 2–0 [4]   | 2–0 [2]   | Artikel |
| 21. Februar 1981  | Neuseeland  | Indien       | 1–0 [3]   | 2–0 [2]   | Artikel |

### Internationale Turniere
| Beginn            | Turnier                                  | Land       |
| ----------------- | ---------------------------------------- | ---------- |
| 23. November 1980 | Benson & Hedges World Series Cup 1980/81 | Australien |

## Nationale Meisterschaften
Aufgeführt sind die nationalen Meisterschaften der Full Member des ICC.
| Land                  | First-Class                 | List A                                    |
| --------------------- | --------------------------- | ----------------------------------------- |
| Australien            | Sheffield Shield 1980/81    | McDonald’s Cup 1980/81                    |
| Indien                | Ranji Trophy 1980/81        | Wills Trophy 1980/81                      |
| Duleep Trophy 1980/81 | Deodhar Trophy 1980/81      |                                           |
| Irani Trophy 1980/81  |                             |                                           |
| Neuseeland            | Shell Trophy 1980/81        | Shell Cup 1980/81                         |
| Pakistan              | Quaid-e-Azam Trophy 1980/81 |                                           |
| PACO Cup 1980/81      |                             |                                           |
| Südafrika             | Currie Cup 1980/81          |                                           |
| UCB Bowl 1980/81      |                             |                                           |
| Howa Bowl 1980/81     |                             |                                           |
| West Indies           | Shell Shield 1980/81        | Geddes Grant/Harrison Line Trophy 1980/81 |